# خالد بن إساف
خالد بن إساف (المتوفي سنة 14 هـ) صحابي من من بني جشم بن الحارث بن الخزرج، وقيل بل هو حليف لهم من جهينة، شهد مع النبي محمد غزوة أحد، وما بعدها من المشاهد، ثم شارك في الفتح الإسلامي لفارس، وقُتل في معركة القادسية، وقيل في موقعة الجسر.